# 잔첸구

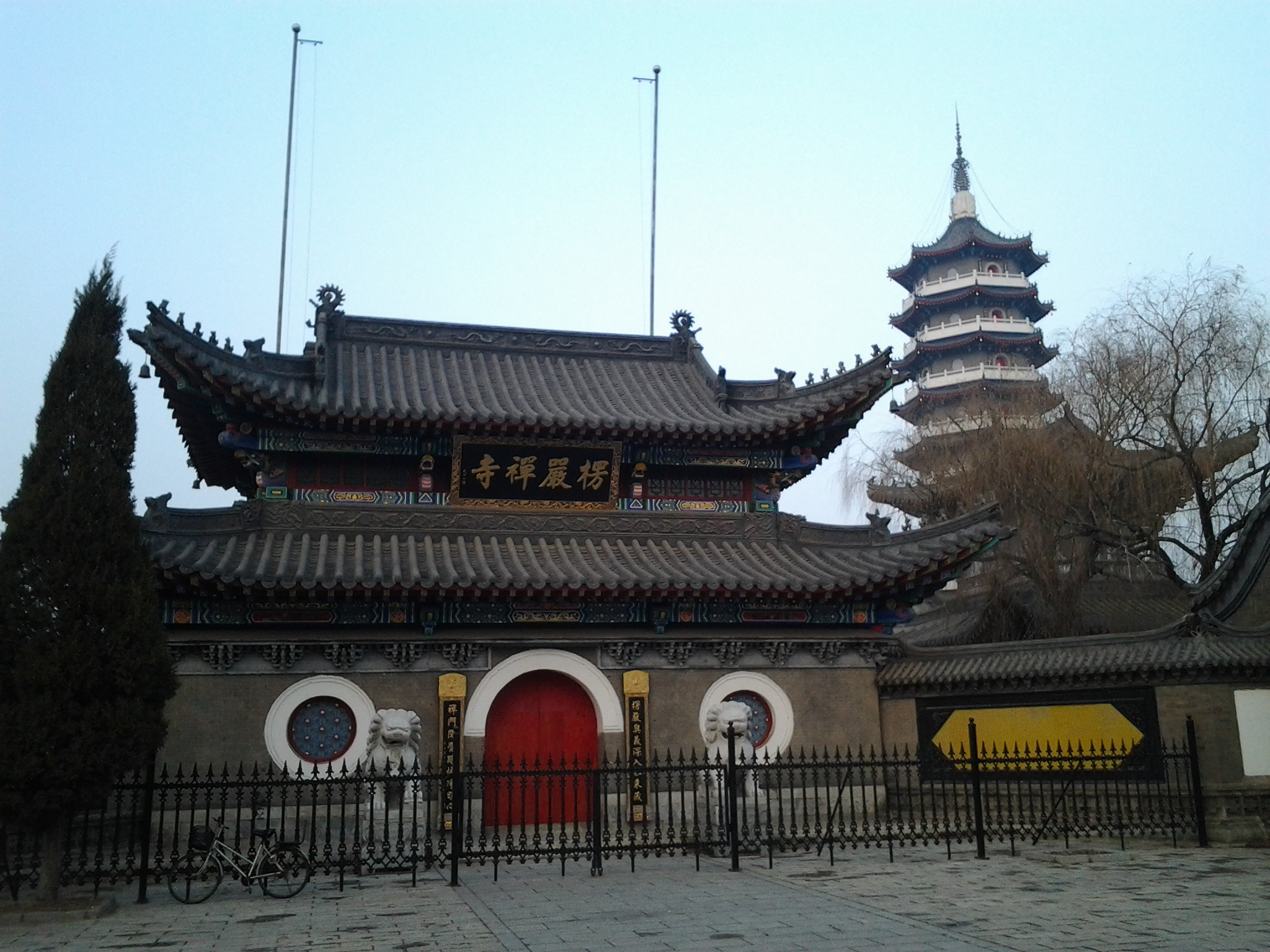

잔첸구(한국어: 참전구, 중국어: 站前区, 병음: Zhànqián Qū)는 중화인민공화국 랴오닝성 잉커우 시의 행정구역이다. 넓이는 70km2이고, 인구는 2007년 기준으로 260,000명이다.

## 행정 구역
7개 가도를 관할한다.
- 가도: 跃进街道 建设街道 八田地街道 东风街道 新兴街道 建丰街道 新建街道.